# Jonathan Adams (attore britannico)
Jonathan Adams (Northampton, 14 febbraio 1931 – Londra, 13 giugno 2005) è stato un attore britannico, noto per aver interpretato la parte del Dr. Everett Scott nel film The Rocky Horror Picture Show.

## Biografia
Ha interpretato numerosi ruoli per la televisione britannica e per il cinema, inclusa la parte di Adam nello sceneggiato televisivo del 1977 Gesù di Nazareth, la parte di Carter nel film per la tv del 1987 Nemesi, tratto dal romanzo Miss Marple: Nemesi di Agatha Christie, e la parte del professor Marriott nella serie televisiva Yes, Prime Minister (1986-1987).
Ha interpretato il narratore nella prima edizione del musical The Rocky Horror Show e il Dr. Everett Scott nel film da esso tratto The Rocky Horror Picture Show. È stato inoltre membro del cast di Tom Foolery.
È morto per un ictus a 74 anni.

## Filmografia

### Cinema
- Assassination Bureau (The Assassination Bureau), regia di Basil Dearden (1969) (non accreditato)
- The Rocky Horror Picture Show, regia di Jim Sharman (1975)
- Revolution, regia di Hugh Hudson (1985)
- Fatti nella vita del signor Valdemar, episodio di Due occhi diabolici (Two Evil Eyes), regia di George A. Romero (1990)

### Televisione
- Coronation Street – serial TV, puntata 782 (1968)
- Z Cars – serie TV, episodi 6x23-8x09 (1967-1972)
- Crown Court – serie TV, episodi 2x02-2x03 (1973)
- Poliziotti in cilindro: i rivali di Sherlock Holmes (The Rivals of Sherlock Holmes) – serie TV, episodio 2x13 (1973)
- New Scotland Yard – serie TV, episodio 3x04 (1973)
- Dixon of Dock Green – serie TV, episodio 20x03 (1974)
- Special Branch – serie TV, episodio 4x08 (1974)
- Edoardo VII principe di Galles (Edward the Seventh) – serie TV, episodio 1x06 (1975)
- Hunter's Walk – serie TV, episodio 3x09 (1976)
- Gesù di Nazareth – miniserie TV (1977)
- 1990 – serie TV, episodio 1x04 (1977)
- Play of the Month – serie TV, episodi 12x04-13x07 (1977-1978)
- Reilly, l'asso delle spie (Reilly: Ace of Spies) – miniserie TV, episodi 5-6 (1983)
- L'asso della Manica (Bergerac) – serie TV, 8 episodi (1981-1983)
- Le avventure di Sherlock Holmes (The Adventures of Sherlock Holmes) – serie TV, episodio 2x03 (1985)
- Howards' Way – serie TV, episodio 3x06 (1987)
- The Piglet Files – serie TV, episodio 1x04 (1990)
- Maigret – serie TV, episodio 1x05 (1992)